# Histoire culturelle de l'Algérie (ouvrage)
L’Histoire culturelle de l'Algérie (en arabe : تاريخ الجزائر الثقافي, translittération : Tārīkh al-Jazāʾir al-thaqāfī) est un ensemble de dix volumes de l'historien algérien Abou El Kacem Saâdallah (1930-2013). Il retrace l'évolution de la vie culturelle en Algérie, depuis l'Antiquité jusqu'à la fin du XXe siècle, en mettant l'accent sur les dimensions religieuses, linguistiques, éducatives, intellectuelles et sociales du pays. L'auteur y replace l'Algérie dans son environnement méditerranéen, arabe et musulman, tout en soulignant les mécanismes internes de production et de transmission du savoir.

## Présentation générale
Considéré comme le "cheikh des historiens algériens", Abou El Kacem Saâdallah se distingue par une approche renouvelée de l'histoire culturelle de l’Algérie, en rupture avec une historiographie longtemps centrée sur les événements politico-militaires. Son œuvre adopte une perspective de longue durée, mettant en lumière les institutions de savoir (mosquées, écoles, zaouïas, imprimeries), les dynamiques intellectuelles, les représentations religieuses, ainsi que les usages sociaux du livre, de la langue et de l'enseignement. Il s’agit aujourd'hui d’une référence majeure pour l'étude de l'histoire intellectuelle et culturelle de l'Algérie.
L'œuvre de Saâdallah fut publiée en plusieurs volumes et éditions successives. Voici un aperçu des principales éditions connues :
1. Première édition : Maison d'édition : دار الغرب الإسلامي (Dar al-Gharb al-Islami – Beyrouth), année 1980 (publication étalée en plusieurs tomes), nombre de volumes : 10 tomes, format : édition reliée, en arabe, typographie classique.
2. Deuxième édition : Maison d’édition : دار البصائر للنشر والتوزيع (Dar El-Bassair – Alger), depuis les années 2000, avec plusieurs réimpressions.
3. Autres éditions partielles ou dérivées : Maison d'édition : دار الأمة (Dar El Ouma - Alger), année 2008, édition partielle où des extraits ou résumés ont été publiés séparément, notamment dans des revues culturelles ou universitaires.

## Contenu des volumes
L'œuvre se compose de 10 volumes, chacun portant sur une période ou un aspect spécifique de l'histoire culturelle algérienne (de l'Antiquité jusqu’au XXe siècle) :
- Volume 1 : L'Algérie ancienne – présente le territoire, les populations, et les structures politiques de l'Algérie antique, de la préhistoire à l'époque numide, punique et romaine[3]

- Volume 2 : Sciences religieuses (I) – aborde les sciences du Coran : exégèse, lectures, ḥadīth, et formation des premières disciplines juridiques et théologiques[4].

- Volume 3 : Institutions éducatives traditionnelles – traite de l'enseignement dans les écoles coraniques, les mosquées et zaouïas, et analyse l'évolution de l'éducation arabo-islamique après l'occupation française[5].

- Volume 4 : Soufisme et résistances populaires – présente les principales confréries (qādiriyya, ʿumariyya, etc.) et leur rôle social, spirituel et politique, notamment dans la résistance culturelle[6].

- Volume 5 : Patrimoine islamique et waqfs – s’intéresse aux monuments religieux, aux fondations pieuses, et à la vie culturelle centrée sur les mosquées historiques d'Alger et d'autres villes[7].

- Volume 6 : Orientalisme, académies et missions – analyse les études orientalistes, la constitution des institutions savantes à l'époque coloniale, ainsi que les stratégies de missionnaires et d'enseignement du français[8].

- Volume 7 : Sciences religieuses (II) – approfondit l'histoire du tafsīr, des lectures coraniques, de la transmission du ḥadīth et des débats intellectuels au sein de l'élite religieuse[9].

- Volume 8 : Langue et littérature – explore l'histoire de la langue arabe en Algérie, la production littéraire (prose, essais, correspondances) et les pratiques culturelles d'époque moderne et contemporaine[10].

- Volume 9 : Glossaires et index – rassemble un dictionnaire des termes culturels, un répertoire des personnages, lieux, ouvrages, revues et journaux cités dans l'ensemble de l'œuvre[11].

- Volume 10 : Regards synthétiques – propose une vue d'ensemble sur l'évolution culturelle, politique et sociale de l'Algérie à travers les siècles, soulignant les continuités et ruptures majeures[12].

## Importance historique
L'Histoire culturelle de l'Algérie d'Abou El Kacem Saâdallah propose une vision renouvelée de l'histoire, qui se distingue nettement des analyses et études issues de la période coloniale. En s'appuyant sur des sources locales, une perspective algérienne et une démarche critique, l'auteur remet en question les récits établis et contribue à une réécriture plus fidèle du passé national.
L'ouvrage constitue l'une des entreprises les plus ambitieuses pour écrire une histoire globale de la culture algérienne. En rompant avec une historiographie centrée sur le politique, Saadallah place la production symbolique (savoirs, langues, patrimoine, institutions religieuses et éducatives) au cœur des dynamiques historiques. Par son ampleur chronologique et thématique, l'ouvrage synthétise les apports berbères, puniques, arabes, ottomans et européens à la construction de l'identité culturelle algérienne. Il demeure une référence fondamentale pour les chercheurs, étudiants et lecteurs intéressés par l'histoire culturelle du Maghreb central.

## Source principale
: document utilisé comme source pour la rédaction de cet article.
- (ar) Abou El Kacem Saâdallah, Histoire culturelle de l'Algérie, vol. 10, Alger, Dar El-Bassair pour l’édition et la distribution, 2007 (lire en ligne).